# Signal-prix
 (mars 2008).
Si vous disposez d'ouvrages ou d'articles de référence ou si vous connaissez des sites web de qualité traitant du thème abordé ici, merci de compléter l'article en donnant les références utiles à sa vérifiabilité et en les liant à la section « Notes et références ».
Le signal-prix est l’information que transmet au consommateur ou au producteur le prix d’un produit ou d’un service, et qui a pour effet d'orienter ses choix.
Le prix d'un objet, d'un produit ou d'un service dépend de nombreux facteurs, dont l'offre et la demande ; un prix peut cependant être artificiellement plafonné, soutenu ou diminué, par une volonté d'une autorité compétente et du législateur, ou par la volonté commune d'un nombre suffisant de vendeurs. Il peut l'être illégalement via une entente sur les prix ou par des cartels, ou via le dumping économique, social ou environnemental. Il peut enfin l'être par le jeu de régulations ciblées utilisant par exemple la fiscalité (comme l'écotaxe), la règlementation (plafonnement), des primes ou des subventions, etc. Dans ce cas, les États, collectivités et banques sont les rouages qui exacerbent, diminuent ou régulent le prix, modifiant le signal-prix donné aux acheteurs (potentiels ou captifs dans le cas de ressources vitales).

## Importance du contexte
Ce signal jouera de manière différente selon ;
- le secteur (primaire, secondaire ou tertiaire) ;
- les poids respectifs ou tension entre l'offre et la demande ;
- le temps[1] (court, moyen et long termes) en matière de retour sur investissement notamment ;
- le type d'investissement (placement, dépenses de loisir ou de plaisir, dépenses urgentes ou vitales, avec ou sans retour sur investissement, etc.) ;
- l'importance variable accordée aux critères de choix, notamment dans le domaine de l'environnement[2]
- les capacités de dépenses de l'agent économique considéré.

Le « signal » peut être un prix plus élevé, ou au contraire diminué, par exemple par une moindre taxation des énergies renouvelables, propres et sûres (dans l'Union européenne, une directive de 2003 autorise aussi une détaxation pour l’électricité issue de cogénération)
Les écotaxes sont un des moyens de redresser un prix vers un « juste prix » ou un « vrai prix » (c'est-à-dire cherchant à intégrer dans la vente d'un bien ou d'un service la réparation des coûts environnementaux directs et parfois indirects générés par sa production, son transport et son élimination ou recyclage ; c’est ce qu’on appelle l’internalisation des coûts externes). Cette démarche peut s’appliquer à un service (ex : le transport aérien). Un signal-prix fort sur le carbone inciterait à mieux respecter les engagements de réduction des émissions de gaz à effet de serre estiment les partisans de la taxe carbone décidée par le Grenelle de l'environnement en octobre 2007 à Paris

## Théorie
En théorie économique pure, dans le domaine microéconomique comme à échelle macroéconomique, le prix (à ne pas confondre avec le coût) est réputé être un signal inconsciemment et/ou consciemment perçu par l'acheteur/consommateur, avec plus ou moins de force selon sa richesse et son intérêt pour les économies.

Ce signal est réputé pouvoir orienter les choix de consommation et certains comportements, ce qui est expliqué par la référence à d’autres concepts théoriques :
- la fourchette du « consentement à payer » de l'acheteur ;
- la théorie qui voudrait que ce qui est rare est cher, et que ce qui est cher soit moins acheté ;
- la théorie selon laquelle le consommateur tendrait à acheter au "moins cher" à service égal.
- le degré d'information du consommateur (ex étiquetage, assertions, étiquette énergie, étiquette carbone…)
- La théorie de l'économie de marché qui fait du prix la première variable d'ajustement entre offre et demande.

## Signal ambigu
Dans la réalité, les déterminants du consentement à payer et des choix de consommation sont nombreux, complexes et en grande partie « socio-sociopsychologiques » (quand ils ne sont pas simplement déterminés par le besoin vital d'une ressource).
Les choix d'achat sont aussi de plus en plus orientés par la publicité commerciale. Cette dernière dispose de moyens nombreux et efficaces de pousser le consommateur à acheter des produits qu'il n'achèterait normalement pas.

Ainsi le signal-prix devrait inciter les acheteurs à acheter des bijoux beaux, mais peu chers plutôt qu’en or, argent ou platine, ou les voitures les plus efficientes, sûres, pratiques et sobres plutôt que des 4×4 dispendieux et encombrants. Ce n’est que rarement le cas.

De même, le prix des carburants ou du tabac augmentant régulièrement, de nombreux experts pensaient que la consommation en diminuerait fortement, mais on en consomme toujours beaucoup, notamment pour des raisons d’addiction dans le cas du tabac, et souvent parce que la société est conçue pour imposer certains choix (dont le déplacement motorisé dans certains cas). 
Dans ce dernier cas, l’augmentation du signal-prix risque de se heurter à des troubles sociaux et à des réactions violentes.
Dans les contextes spéculatifs, un signal prix très fluctuant, notamment dans un marché émergent, freine les investisseurs et acheteurs. C'est une explication notamment donnée par la CDC-Climat aux difficultés rencontrées par le marché du carbone pour répondre à ses objectifs de réduction d'émissions de gaz à effet de serre

## Signal prix et développement durable
Le Grenelle de l'environnement a en octobre 2007 en France suggéré que la part du signal-prix (qu’il s’agisse des investissements d’économie ou du prix à la consommation de l’énergie) soit soigneusement analysée avant d’établir de nouvelles niches fiscales ou de nouvelles taxes à la consommation.
Incorporer les coûts environnementaux dans les prix est à l’évidence une nécessité, et réduire les temps de retour sur investissement pour les équipements et travaux de même. Mais il ne faut utiliser « l’arme fiscale » (dépense fiscale ou taxe réellement encaissée) que là où elle joue un rôle décisif. Des enjeux environnementaux majeurs existent notamment dans le secteur de l'énergie, de l'eau, de la sylviculture, du bâtiment, de l'agriculture de l'alimentation et des transports.

## Effets pervers parfois
Dans les pays de l’OCDE, presque toutes les taxes relatives à l’environnement sont comprises sur les taxes d’accises sur les produits pétroliers ou construites sur le même modèle (sur la consommation ou la pollution pour financer l’épuration dans le cas des agences de l’eau en France). Leur objectif était fiscal, avant d'être environnemental (elles visaient à générer des revenus pour financer les actions de l’État et des collectivités).
Dans les années 1970, en réponse aux chocs pétroliers, ces taxes ont été augmentées (et dans certains pays orientées vers des services moins polluants et plus sobres en pétrole). Mais avec l'effet pervers suivant : pour financer les aides aux énergies vertes via ces taxes, il faudrait consommer autant ou plus de pétrole. De même dans le secteur de l'eau où les Agences de l'eau ont moins de budget si la société consomme moins d'eau et la pollue moins.
Le signal prix à lui seul ne semble donc pas pouvoir à long terme toujours suffire, ce qui ne signifie pas qu’il ne puisse pas être efficace dans certaines circonstances.
La théorie veut que le signal-prix pousse tous les agents économiques (producteurs, consommateurs, investisseurs, tiers-investisseurs) à économiser ou recycler les ressources naturelles pas, peu, difficilement ou coûteusement renouvelables.
De nombreux exemples le montrent ; En taxant le SO2 émis, la Suède a réduit ses émissions de 80 % de 1980 à 1991. Au Danemark, la même taxe a permis en deux ans une chute des émissions de 24 % du SO2 (de 1995 à 1997). En Suède, on estime que la taxe sur le CO2 a permis une baisse des émissions de 9 % entre 1990 et 1994.
Mais d'autres exemples montrent que ce signal-prix n’a pas toujours ainsi fonctionné, ou qu'il semble peu ou moins efficace dans certains domaines ou dans certaines conditions ;
Par exemple, le prix réel du poisson a régulièrement augmenté à la suite de la raréfaction des ressources, mais plutôt que moins en pêcher, et notamment grâce à des subventions des collectivités, ce sont les coûts de production qui ont fortement diminué par la mécanisation et les progrès techniques, et on a simplement été pêcher de nouvelles ressources plus loin, puis plus en profondeur, qui ont également été surexploitées en quelques décennies (phénomène dit de « surpêche »).
Dans le secteur de l’immobilier, les flambées des prix du terrain et de l’habitat ou du tertiaire qui ont affecté toutes les grandes villes et capitales à la fin du XXe siècle n’ont pas réduit les investissements dans la construction, au contraire. Les prix élevés ne semblent pas avoir freiné ni l’urbanisation, ni la périurbanisation, ni dans certains pays l’exode rural. La crise des subprimes et la crise de 2008 en sont une des conséquences.
En Europe, avant 2003, chaque pays taxait ses carburants (avec des exceptions comme le kérosènes parfois), selon des taux très variables. Une directive de l'Union européenne (du 20 mars 2003) a fourni un premier cadre européen de taxation énergétique. Ce cadre est symbolique (1 euro par mégawatt produit avec pétrole, gaz ou charbon), mais avant cette directive les distorsions de taxes et du marché favorisaient d'importants trafics et détournements légaux de carburants d'un pays à l'autre, avec des coûts environnementaux et des pertes pour les finances publiques.
Vouloir utiliser le signal-prix pour influer sur les choix d’achat et les comportements semble donc nécessiter un large accompagnement explicatif pour éclairer les acheteurs, ce qui devrait augmenter leur consentement à payer la taxe. Il faut aussi avoir pris en compte les incertitudes et certains comportements non rationnels de certains acteurs économiques (dont états, entreprises, banques et bourse le cas échéant).
Il faut aussi envisager les moyens qu’ont les marchés ou consommateurs d’utiliser des alternatives pour contourner la taxe.
Ainsi un renchérissement du prix de l’énergie induit par une forte taxe carbone ou une écotaxe élevée sur les produits pétroliers peut encourager l’efficience énergétique. Mais il pourrait aussi au contraire - sans accompagnement public ni cadre stratégique - induire une rapide surexploitation de la forêt voire un pillage (direct ou délocalisé) de la ressource en bois (cf. syndrome de l’île de Pâques), ou le développement anarchique et dangereux de centrales au charbon ou du tout-nucléaire qui ne ferait que déplacer le problème (pollution par le charbon, risque et épuisement des ressources en uranium dans le cas du nucléaire).
Enfin, une défaillance du marché est possible dans de nombreux secteurs.